# Lac Brûle-Neige
Pour les articles homonymes, voir Brûle-Neige.
Le lac Brûle-Neige est plan d’eau douce traversé par la rivière Brûle-Neige, coulant dans le territoire non organisé de Passes-Dangereuses, dans la municipalité régionale de comté (MRC) de Maria-Chapdelaine, dans la région administrative du Saguenay–Lac-Saint-Jean, dans la province de Québec, au Canada.
Le cours inférieur de la rivière Brûle-Neige est desservi par la route forestière R0237 qui longe la rive Sud de son cours. La R0237 se connecte à l’Ouest à la route forestière R0257 qui remonte la vallée de la rivière Mistassibi.
La surface du lac Brûle-Neige est habituellement gelée de la fin octobre au début mai, toutefois la circulation sécuritaire sur la glace se fait généralement de la mi-novembre à la fin d'avril.

## Géographie
Les principaux bassins versants voisins du lac Brûle-Neige sont :
- côté Nord : rivière du Sapin Croche, rivière Lapointe, rivière des Prairies, rivière au Serpent Sud-Ouest, rivière au Serpent, lac D'Ailleboust ;
- côté Est : lac Étienniche, rivière Étienniche, rivière du Sault ;
- côté Sud : rivière Alex, rivière Péribonka, rivière du Nord ;
- côté Ouest : rivière Brûle-Neige, rivière Mistassibi, rivière Connelly, ruisseau Malfait, rivière aux Rats, rivière aux Oiseaux, rivière Mistassini.

Le lac Brûle-Neige comporte une superficie de 7,75 km2, une longueur de 5,8 km, une largeur maximale de 3,0 km et une altitude de 447 m. Il est traversé par le cours de la rivière Brûle-Neige.
Ce lac comporte trois parties segmentées par deux presqu’îles : l’une s’étirant sur 0,8 km à partir de la rive Nord ; l’autre s’étirant sur 2,6 km vers l’Ouest à partir de la rive Est. Il recueille la décharge (venant du Sud-Est) du lac Poupeau et la décharge (venant du Nord) du lac Trageot.
L’embouchure du lac Brûle-Neige est localisée au fond d'une baie de la rive Sud-Ouest, soit à :
- 24,8 km au Nord-Est de l’embouchure de la rivière Brûle-Neige ;
- 13,8 km à l’Ouest du cours supérieur de la rivière Alex ;
- 30,3 km à l’Est du cours de la rivière Péribonka ;
- 82,6 km au Nord-Est de l’embouchure de la rivière Mistassibi (confluence avec la rivière Mistassini) ;
- 102,7 km au Nord-Est de la confluence de la rivière Mistassini avec le lac Saint-Jean[1].

À partir de l’embouchure du lac Brûle-Neige, le courant descend le cours de la rivière Brûle-Neige sur 38,3 km, le cours de la rivière Mistassibi sur 82,3 km vers le Sud, puis le cours de la rivière Mistassini sur 22,7 km vers le Sud-Ouest. À l’embouchure de cette dernière, le courant traverse le lac Saint-Jean sur 42,7 km vers l’Est, puis emprunte le cours de la rivière Saguenay vers l’Est sur 155 km jusqu'à la hauteur de Tadoussac où il conflue avec le fleuve Saint-Laurent.

## Toponymie
Le toponyme « lac Brûle-Neige » a été officialisé le 5 décembre 1968 par la Commission de toponymie du Québec.